# 布拉希芒德鎮區 (伊利諾伊州馬庫平縣)
布拉希芒德鎮區（英語：Brushy Mound Township）是位於美國伊利諾伊州馬庫平縣的一個行政鎮區。

## 地方資料
根據2010年美國人口普查的數據，布拉希芒德鎮區的面積為92.60平方千米，當中陸地面積為91.20平方千米，而水域面積為1.40平方千米。當地共有人口689人，而人口密度為每平方千米7.44人。